# Aviogenex-Flug 130
Der Aviogenex-Flug 130 (Flugnummer: JJ130, Funkrufzeichen: GENEX 130) war ein internationaler Charterflug der jugoslawischen Fluggesellschaft Aviogenex vom Flughafen London-Gatwick zum Flughafen Rijeka auf der Insel Krk, der am 23. Mai 1971 durchgeführt wurde. Bei der Landung verunglückte die mit 83 Insassen besetzte Tupolew Tu-134A, 78 kamen ums Leben. Es handelte sich um den ersten tödlichen Zwischenfall einer Tupolew Tu-134 im kommerziellen Flugbetrieb. Bis zur Flugzeugkollision von Zagreb war es der schwerste Flugunfall auf dem Gebiet des heutigen Kroatien.

## Maschine
Bei der betroffenen Maschine handelte es sich um eine Tupolew Tu-134A, welche die Werksnummer 1351205 trug und zum Zeitpunkt des Unfalls erst einen Monat alt war. Die Maschine wurde am 22. April 1971 neu an die Aviogenex ausgeliefert und von ihr mit dem Luftfahrzeugkennzeichen YU-AHZ zugelassen. Das zweistrahlige Kurzstrecken-Schmalrumpfflugzeug war mit zwei Turbojettriebwerken des Typs Solowjow D-30 II ausgestattet. Bis zum Zeitpunkt des Unfalls hatte die Maschine 111 Betriebsstunden absolviert, auf die 47 Starts und Landungen entfielen.

## Besatzung
Flugkapitän war der 41-jährige Miloš Markićević. Er verfügte über 9.230 Stunden Flugerfahrung, wovon er 138 mit der Tupolew Tu-134A absolviert hatte. Erster Offizier war der 34-jährige Stevan Mandić. Er verfügte über 2.300 Stunden Flugerfahrung, davon 899 mit der Tupolew Tu-134A. Viktor Tomić, ein Pilot in Ausbildung, verfügte über 99 Flugstunden. Er wurde von dem 39-jährigen Flugingenieur Ivan Čavajda beaufsichtigt, der 7.500 Flugstunden absolviert hatte, davon 1.373 mit der Tu-134A. Die Kabinenbesatzung bestand aus den Flugbegleiterinnen Alma Svoboda, Mira Miše und Mirjana Janković.

## Passagiere
An Bord der Maschine befanden sich 76 Passagiere, die meisten davon britische Touristen, die in den Urlaub nach Rijeka, der drittgrößten Stadt Kroatiens, flogen. Neben 72 britischen Touristen befand sich unter den Passagieren der kroatische Dichter Josip Pupačić, der mit seiner Frau und seiner Tochter reiste.
| Staatsangehörigkeit    | Passagiere | Besatzung | Gesamt |
| ---------------------- | ---------- | --------- | ------ |
| Jugoslawien            | 4          | 7         | 11     |
| Vereinigtes Königreich | 72         | -         | –      |
| Gesamt                 | 76         | 7         | 83     |

## Unfallhergang
Das Flugzeug startete um 16:33 Uhr Ortszeit (GMT) in Gatwick. Der Flug verlief bis zum Anflug auf den Flughafen Rijeka ohne besondere Vorkommnisse. Die Besatzung flog den Zielflughafen mithilfe des Instrumentenlandesystems (ILS) mit leicht erhöhter Geschwindigkeit an. Vier Kilometer von der Landebahnschwelle entfernt, in einer Höhe von etwa 980 Fuß (ca. 300 Meter) flog die Maschine in schwere Regenschauer ein. Die Besatzung aktivierte sofort die Scheibenwischer. Fünfzig Sekunden vor dem Aufsetzen bäumte sich die Tu-134 auf und rollte nach rechts.
Aufgrund der erschwerten Flugbedingungen konnte die Besatzung nicht den ILS-Anflug fortführen, sondern musste die Maschine entsprechend der Landebahn ausrichten. Das Flugzeug blieb jedoch über dem Gleitpfad. Die Besatzung versuchte, die Geschwindigkeit mithilfe der Höhenruder und durch Reduzierung des Schubes zu drosseln. In 800 Metern Entfernung von der Landebahn wurden die Triebwerke in den Leerlauf gefahren und der Sinkflug mithilfe der Höhenruder reguliert. Die Maschine nahm dann eine allmählich größer werdende Sinkrate ein. Aufgrund einer wahrscheinlichen optischen Täuschung glaubte die Besatzung, sich näher an der Landebahn und in einer größeren Höhe zu befinden als dies tatsächlich der Fall war. Die Maschine schlug mit einer Geschwindigkeit von 140 Knoten (ca. 260 km/h) auf dem Boden auf. Die rechte Tragfläche brach ab, die Maschine drehte sich in die Rückenlage und ging in Flammen auf.
Alle Passagiere und Besatzungsmitglieder überlebten den ursprünglichen Aufprall. Anschließend brach im Bereich der linken Tragfläche und des Leitwerks ein Brand aus. Dichter Rauch trat sofort in die Kabine ein. In Panik geratene Passagiere versuchten dann, den Ausgang aus dem brennenden Wrack zu finden, was ihnen durch die schlechte Sicht erschwert wurde.
Eine Gruppe von Passagieren ging in den hinteren Teil des Flugzeugs, um nach einem möglichen Ausgang zu suchen, während eine andere in dem vorderen Kabinenbereich suchte. Beide Gruppen mussten feststellen, dass die Türen hinten und vorne aufgrund der Schwere des Aufpralls verzogen waren und nicht geöffnet werden konnten. Als sich das Feuer intensivierte, versuchten Rettungskräfte, die Fenster der Kabine mit einer Axt einzuschlagen. Dies verschlimmerte die Situation, da Luft in die Kabine eindringen konnte und das Feuer speiste.
Die vier Piloten verließen die Maschine durch das rechte Cockpitfenster. Der Flugingenieur Čavajda versuchte zunächst, den Passagieren und dem Kabinenpersonal bei der Evakuierung zu helfen, scheiterte jedoch dabei, da sich die Cockpittür nicht öffnen ließ.
Rettungsdienste trafen wenige Minuten nach dem Absturz ein. Ihre Versuche, die Flammen zu ersticken, wurden durch die starken Regenfälle behindert. Der Regen spülte den Löschschaum, welcher das Feuer ersticken sollte, von der Maschine ab. Ein starker Wind wehte vom Heck der Maschine zum Bug, was die Rettungsaktion weiter erschwerte.
Das Kabinenpersonal und die Passagiere konnten die vordere Servicetür teilweise öffnen, aber zu diesem Zeitpunkt war der Rauch zu dicht und die meisten Passagiere und die drei Flugbegleiterinnen waren einer Kohlenmonoxidvergiftung erlegen. Der Passagier Ranko Sarajčić fand eine Öffnung im hinteren Teil des Flugzeugs und konnte durch sie die Maschine verlassen. Er war der einzige Überlebende aus dem Kabinenbereich. Sarajčić hatte den anderen Personen im Inneren der Maschine zugerufen, sie sollten ihm folgen. Aufgrund der zu diesem Zeitpunkt ausgebrochenen Panik an Bord folgte jedoch niemand. Zwölf Minuten nach dem Absturz erreichte das Feuer in der Kabine die Sauerstoffanlage und verursachte eine gewaltige Explosion im vorderen Kabinenbereich. Alle zu diesem Zeitpunkt noch lebenden Passagiere wurden durch den daraus resultierenden Brand getötet.

## Unfalluntersuchung
Die Unfalluntersuchung wurde durch die britische Air Accidents Investigation Branch geführt. Der Abschlussbericht wurde am 1. Dezember 1973 veröffentlicht. Als die Maschine durch den Regen flog, habe die Lichtbrechung auf der Windschutzscheibe des Cockpits eine Illusion verursacht, die die Landebahn näher gelegen erscheinen ließ, als sie es tatsächlich war. Dies habe die Besatzung zu der Annahme veranlasst, zu glauben, dass sich die Landebahn 60 Meter tiefer befand, als dies tatsächlich der Fall war. Die Illusion habe die Besatzung veranlasst, die Flugzeugnase nach unten auszurichten und die Triebwerke in den Leerlauf zu fahren, als die Maschine 800 Meter von der Landebahn entfernt war. Durch die Ausrichtung der Flugzeugnase nach unten habe das Flugzeug eine Fluggeschwindigkeit von 310 km/h erreicht.
Die AAIB gab eine Empfehlung heraus, dass Piloten hinsichtlich optischen Täuschungen geschult werden, die bei der Landung bei starkem Regen auftreten könnten.
Nach Angaben der Ermittler wurden zudem mindestens 30 Prozent der Toten mit noch festgezogenen Sicherheitsgurten vorgefunden.